# Магдаченко, Сергей Филиппович
Сергей Филиппович Магдаче́нко (укр. Сергій Пилипович Магдаче́нко; 18 мая 1934, Дашев (ныне Ильинецкий район Винницкая область Украина) — 31 июля 2005) — украинский и советский учёный, специалист в области радиолокационной и оптико-электронной техники. Лауреат Государственной премии СССР (1985).

## Биография
В 1956 году окончил Киевский политехнический институт. Работал старшим инженером-конструктором учреждения п/я 3046 (Москва, 1956—1960). Затем в киевском Научно-исследовательском институте «Квант»: в 1960—1961 годах — инженер-конструктор, в 1962—1981 г. — ведущий конструктор-учебного сектора, в 1988—2005 г. — ведущий инженер-конструктор и одноименного научно-исследовательского отдела, в 1981—1988 гг. — начальник конструкторско-технологического отдела, главный технолог).

## Научная деятельность
Занимался исследованиями, разработкой и усовершенствованием радиолокационной и оптико-электронной техники для ВМФ, военной авиации и сухопутных войск СССР.
Был заместителем главного конструктора ряда сложных комплексов военной техники, принятых на вооружение в СССР.
Автор научных трудов закрытой тематики, значительная их часть посвящена конструированию и испытанию антенных устройств новейших систем военной техники.